# Пабло Новак
Пабло Мітнік (ісп. Pablo Mitnik; нар. 13 грудня 1965), відоміший під творчим псевдонімом Пабло Новак (ісп. Pablo Novak) — аргентинський актор та співак.

## Біографія
Народився Пабло Новак (справжнє ім'я — Пабло Мітнік), 13 грудня 1965 року в столиці Аргентини. У серіалі «Дикий ангел» зіграв Боббі, друга головного героя Іво Ді Карло. Зараз активно знімається у кіно, пише та виконує пісні.

## Особисте життя
Був одружений з 1997 року до 2010 року з акторкою Андреа Кемпбелл. Має двох дітей — Маркоса та Есмеральду.

## Вибрана фільмографія
- 1984 — El juguete rabioso (фільм)
- 1988 — Two to Tango (фільм)
- 1991 — Manuela (телесеріал)
- 1994 — Buena pata (телесеріал)
- 1995 — La hermana mayor (телесеріал)
- 1998-1999 — Дикий ангел (телесеріал)
- 2001 — Campo de sangre (фільм)
- 2002 — 1000 milliones (телесеріал)
- 2011 — Tiempo de pensar (телесеріал)
- 2017 — Amar, después de amar (телесеріал)